# The Audience
The Audience is een post-punkband uit het Duitse Neurenberg. De band bracht in 2007 hun eerste album uit getiteld Celluloid op het Duitse label Hazelwood. De band zelf omschrijft hun muziekstijl als een polymorfe potpourri van rock, punk, garage en new wave.
De live-optredens van de band zijn opvallend te noemen, met name vanwege de inbreng van zanger Bernd Pflaum. Deze wordt ondersteund door een eclectische rocksound waarbij het orgel, bespeeld door Johannes Preiß, prominent aanwezig is. De overige bandleden zijn bassist Michael Arnold, gitarist Sebastian Wild en drummer Florian Helleken.
Tijdens het Eurokeennes Festival van 2007 won The Audience de Tremplin band contest. In een recensie op de 3VOOR12-website werd de band al na de eerste dag uitgeroepen tot de "Grootste Revelatie" van festival De Affaire genoemd en "Absoluut een belofte voor de toekomst".